# Gblinkomegan
 Gblinkomegan  est un quartier de la ville de Lomé situé au nord-ouest près de la frontière Togo-Ghana. Ce quartier fait partie des villages de la commune du Golfe 7. Ce peuple est issue de l'ethnie Ewé.

## Festival Godogbe za
Godogbe zã est la fête traditionnelle de cette localité. Elle est célébrée chaque 1er et 2 janvier de chaque année. Godogbe za est initiée par un fils Autochtone nommé Amegan Agbotadu Nyamata Raphaël. 
Cette fête rassemble les fils et filles du terroir et de la diaspora pour le développement de la localité et l'actualisation des us et coutumes de leurs ancêtres. 
Comme tous les Ewé la musique traditionnelle de ce peuple est Gahu et Agbadza.
Le culte des ancêtres est l'adoration la plus répandue au sein de la communauté cependant il y a aussi d'autres religions comme le christianisme et l'islam qui sont aussi présentes. 